# Langnauer Keramik
Langnauer Keramik heissen die seit dem 17. Jahrhundert in Langnau im Emmental, Schweiz hergestellten Töpferwaren. Langnau ist der wichtigste Töpfereistandort im Kanton Bern, wenn es um Irdenware geht. Daneben existierten im 17./18. Jahrhundert zahlreiche Töpfereien in der Region Heimberg, in Bäriswil, Albligen und Blankenburg sowie in zahlreichen weiteren Orten der bernischen Landschaft, z. B. in Langenthal. Für viele dieser Töpfereien liegen bis heute keine umfassenderen Studien vor.

## Geschichte der Hafnerei in Langnau
In Langnau wurde seit dem frühen 17. Jahrhundert Keramik produziert. Aber erst mit dem Auftreten der über mehrere Generationen tätigen Hafnerfamilie Herrmann (erster archivalischer Nachweis 1674) entstand ein Zentrum für die Herstellung hochqualitätvoller, hervorragend gestalteter und herausragend mit Sprüchen und Bildern verzierter Keramiken. Es handelt sich zwischen ca. 1670 und 1850 um die kunsthandwerklich bedeutendste und wirtschaftlich erfolgreichste Irdenware-Landhafnerei im Bernbiet und neben Winterthur wohl auch der Deutschschweiz. Auch ausserhalb der Schweiz findet sich im deutschsprachigen Raum in dieser Zeit keine vergleichbar qualitätvolle Produktion. Es ist kein Zufall, dass für eine gewisse Zeitspanne ein Mitglied der Familie Herrmann auch Direktor der Frischingschen Fayencemanufaktur in Bern war. Auf diesem Wege gelangten zahlreiche Gefässformen und Dekorelemente des Rokoko in die Produktion von Langnau. Das erhaltene Glasur-Rezeptbuch von Daniel Herrmann, heute im Bernischen Historischen Museum, ist eine handwerksgeschichtlich herausragende Quelle.
Grundlage des Erfolges war der wirtschaftliche Aufschwung in den ländlichen Regionen des Kantons Bern, der eine stolze, selbstbewusste, gebildete und religiös motivierte ländliche Mittel- und Oberschicht hervorbrachte. Zu deren Selbstverständnis passten die Langnauer Produkte mit ihren Sprüchen und ihren Bildern aus dem Alltag der Bauern, Handwerker, Soldaten und Standespersonen des Emmentals hervorragend. Die Dekore und die Bilder auf dem Langnauer Geschirr stehen in ihrer Lebendigkeit und ihrem Realitätsgehalt gleichbedeutend neben den Dekoren auf zeitgleichem Mobiliar oder an Hausfassaden. Zum Erfolg dürfte auch beigetragen haben, dass Langnau der wichtigste Marktort des Emmentals war und hier zeitgleich der international bekannte «Schärer» Michael Schüppach praktizierte und seine medizinischen Leistungen einem internationalen Publikum anbot.
Für die volkskundliche, kunsthistorische und archäologische Kulturgeschichtsforschung liefern die zahlreichen datierten Langnauer Keramiken ein chronologisch engmaschiges Netz für die Analyse handwerklicher, typologischer, stilistischer und sozialer Entwicklungen sowie die Unterscheidbarkeit der verschiedenen Töpfereiregionen der Schweiz.

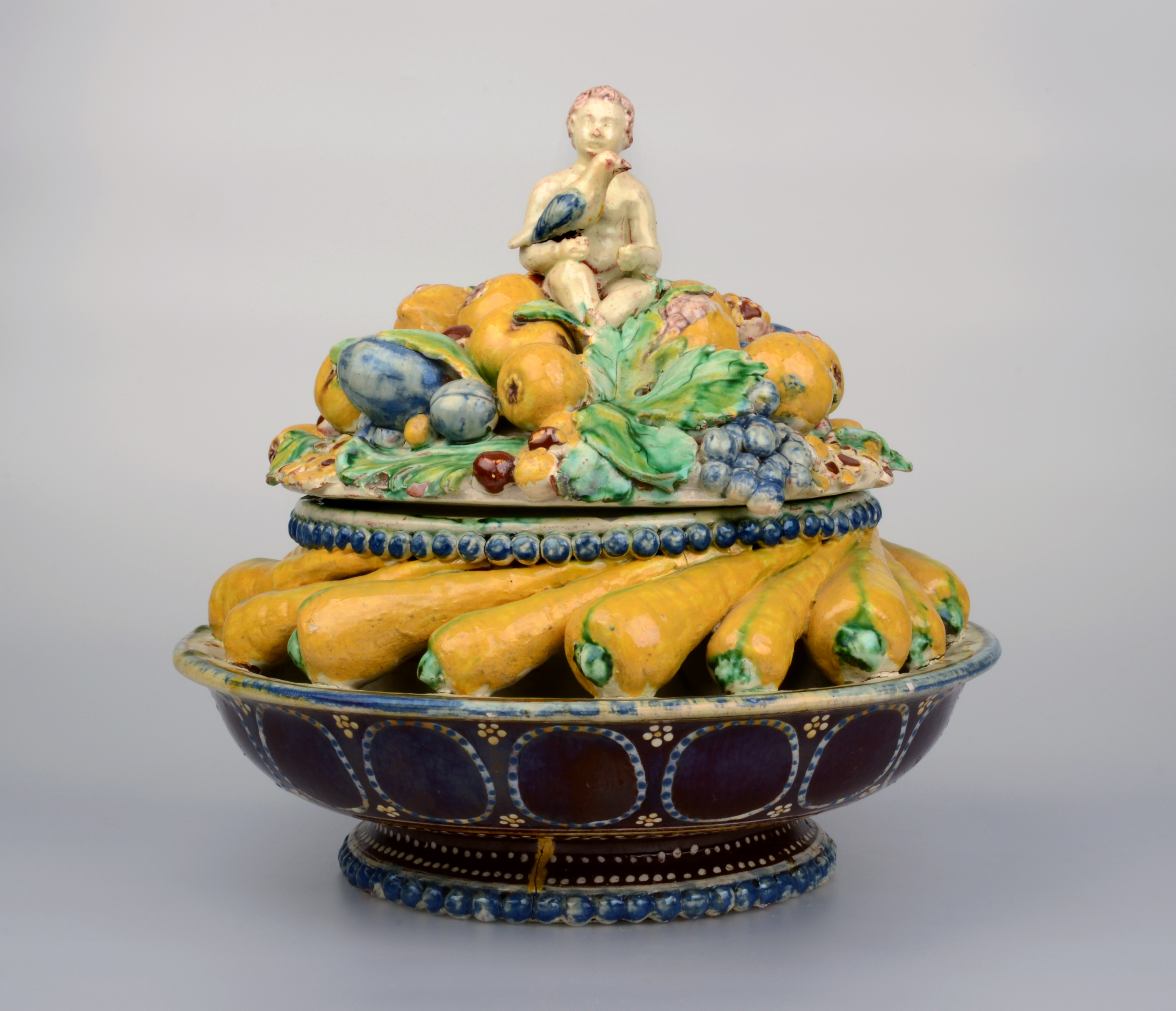
Langnauer "Hochzeitsschüssel", Terrine oder Schauessen, um 1800 aus dem Museum Schloss Burgdorf
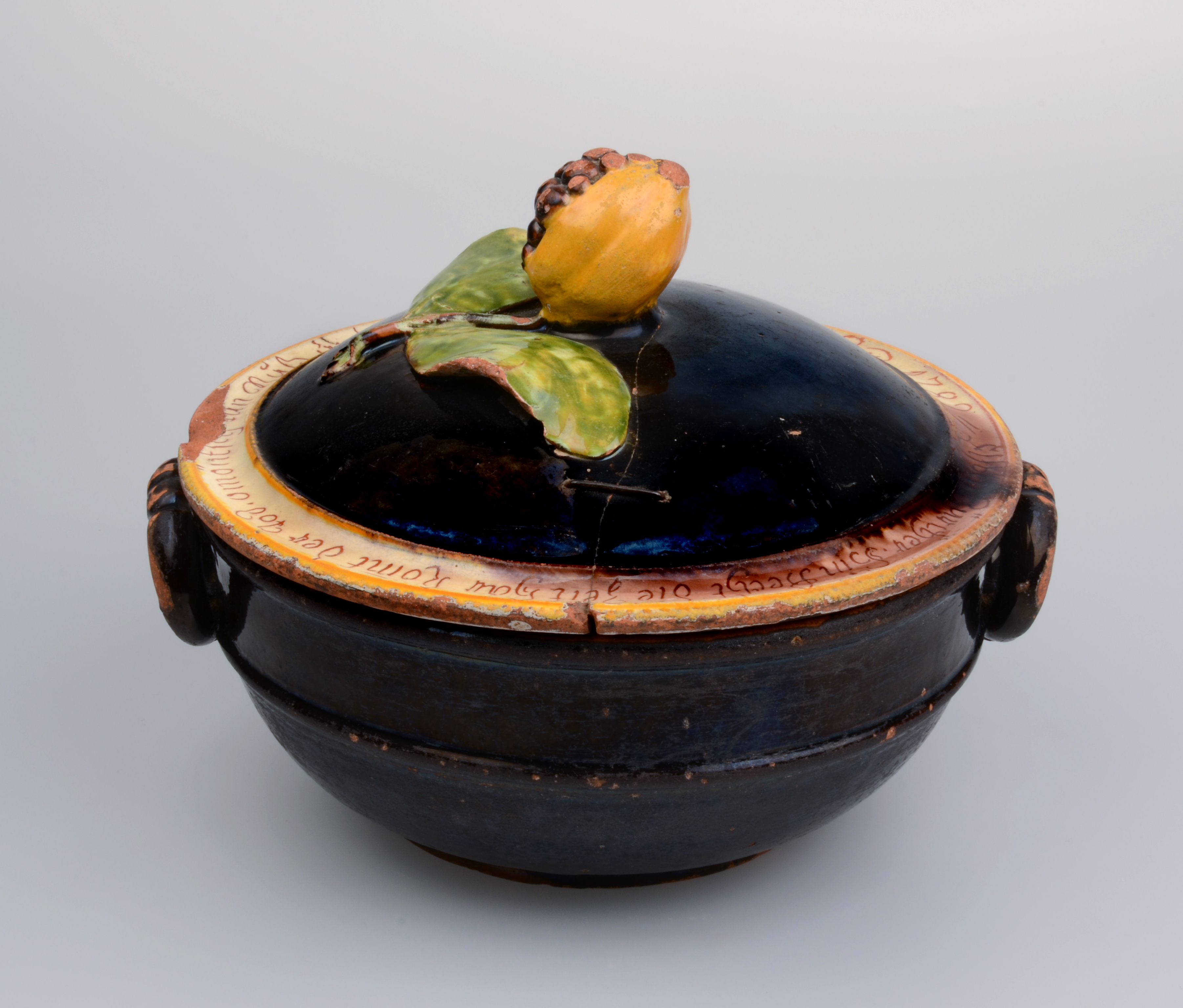
Langnauer Terrine mit Granatapfelgriff, 1782 aus dem Museum Schloss Burgdorf

"Im Gräbli", im Langnauer Hinterdorfschachen entstand um 1672/1674 die erste Töpferei der Familie Herrmann. Die in der Literatur zu findende Angabe, dass die Familie aus dem Schwarzwald zugewandert sein, hat sich bislang nicht durch Archivalien stützen lassen. Im Laufe der Zeit verzweigte sich die Familie Hermann, so dass zeitweise mehrere Töpfereien nebeneinander arbeiteten. Die ältesten Langnauer Töpferwaren (berndeutsch: Chacheli), können ab ca. 1715 aufgrund beschrifteter Stücke eindeutig dem Herstellungsort Langnau zugewiesen werden. Die schönsten Arbeiten der Langnauer Töpfer stammen aus der Zeit von 1720 bis ca. 1850. Auf einer weissen Grundengobe wurden zunächst Pflanzenornamente eingeritzt (Sgraffito-Technik) und mit kraftvollen Farben (rot und grün, später auch gelb und blau) mit dem Malhorn ausgemalt. Um 1750 traten zu den Blumenmotiven Darstellungen von Tieren, Menschen, Schlössern, Kirchen und Szenen aus dem bäuerlichen und handwerklichen Alltag. Die fertigen Produkte wurden von sogenannten «Kachelträgern» in einem weiten Umkreis von Haus zu Haus verkauft. Hauptabsatzgebiet war vermutlich das Emmental, doch gibt es auch archäologische Bodenfunde z. B. aus Bern, die belegen, dass auch die städtische Bevölkerung Langnauer Geschirr im 18. und 19. Jh. zu schätzen wusste.

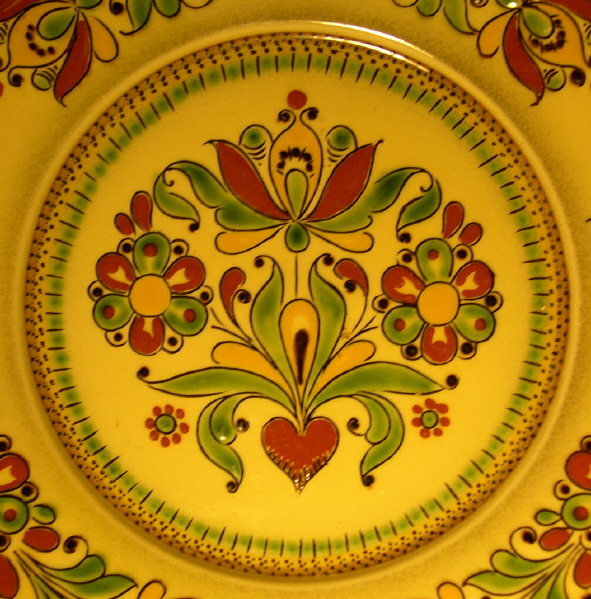
Tellerboden im "Alt-Langnauer" Stil

Nach 1850 brach die künstlerische und stilistische Entwicklung ab. Die letzten Töpfer Herrmann stellten ihre Arbeit 1904 bzw. 1910 in Langnau ein. Erst im späten 19. Jahrhundert bemühte man sich erfolgreich um eine Wiederbelebung der Hafnerei- und Dekortraditionen (Töpferei Gerber/Stucki in Langnau, Töpferei Kohler in Schüpbach, Töpferei Aebi in Trubschachen, Töpferhus Langnau). Noch heute gibt es in Langnau und Umgebung einige Töpfereien, die Keramik im traditionellen Langnauer Stil (=Alt-Langnau) herstellen (siehe Bild).

## Langnauer Hafnersprüche
Zusätzlich zu den schönen Bildern weisen zahlreiche Teller und Schüsseln ab dem späten 17. Jahrhundert eingeritzte Sprüche auf. Diese haben ethisch-moralischen, religiösen, chronistischen oder witzigen Charakter. Beispiele sind:
«Wihr läben so dahin und nämens nicht in acht, das ein Jeder Augenblick das Läben kürzer macht»
«Lieber will ich Ledig Läben, als der Frau die Hosen Gäben».
«Läb man übel oder wohll, dem Herregott man danken soll.»
«Mit Bätten Läßen und Singen söllen wier deß Herrn Zeitt VollBringen; Die Zeitt gecht hin, har kommt der Todt.»
«Wir lernen alle Tag und lernen doch nicht auß, biß dann dass kühli Grab wirtt werden unsers Haus.»
«Der Segen des Herren machet Reich und Bringet doch keine mühy mit sich, Gott allein die ehr.»
«Ich stirben und eis nicht wie oder wann – Ich faren und weis Nicht wohin – Mich verwundret das Ich an meynem Ende mag fröhlich seyn.»
«Dornen stächen, Nesel brennen, wär will alle Hurenbuben kennen.»
«Von der Wiegen biss in dass Grab wächslet Glück und Unglück ab.»

## Aktuelle Forschungen zur Langnauer Keramik
Obwohl die herausragende Bedeutung Langnaus den Museumsgründern in der Schweiz, Deutschland und England bereits im späten 19. Jahrhundert bekannt war, steht eine umfassende monografische Aufarbeitung des Hafnerortes Langnau bis heute aus. Die ältere Literatur ist inzwischen für die Öffentlichkeit weitgehend unzugänglich und inhaltlich partiell überholt. Die jüngeren Publikationen zum Thema widmen Langnau ein gewichtiges Kapitel, können aufgrund ihrer übergeordneten Zielsetzung die fehlende monographische Vorlage auf der Basis historischer, musealer und archäologischer Quellen jedoch nicht ersetzen. Hier setzte ein Projekt an, das von 2014 bis 2017 den Gesamtbestand aller erhaltenen Langnauer Keramik in der Schweiz dokumentiert hat. Auf dieser neuen Grundlagenarbeit basieren alle in diesem Artikel stehenden Informationen.
Die Bedeutung und der kunsthandwerkliche Stellenwert der Langnauer Produktion droht zunehmend in Vergessenheit zu geraten, zumal grosse Sammlungen nicht mehr ausgestellt sind (Bern, Zürich, Basel, Schule für Gestaltung Bern). Einen Eindruck von der Schönheit und Qualität des Langnauer Geschirrs erhält man heute nur noch im Musée Ariana in Genf, im Kornhaus in Wiedlisbach und im Regionalmuseum Chüechlihus in Langnau. Der dortige grosse Sammlungsbestand ist mittlerweile umfassend wissenschaftlich bzw. kulturhistorisch aufbereitet worden.
Alle Langnauer Keramik in öffentlichen Sammlungen der Schweiz ist jetzt online zugänglich unter ceramica-ch.ch.

## Langnauer Keramik in Museen
Die umfangreichste Sammlung von Langnauer Geschirr findet sich im Bernischen Historischen Museum. Die grösste Anzahl ausgestellter Stücke ist im Regionalmuseum Chüechlihus, Langnau i. E. zu sehen. Die ungewöhnlichsten Stücke bewahrt das Schweizerische Nationalmuseum Zürich. Wichtige Sammlungen mit Langnauer Keramik finden sich auch im Musée Ariana in Genf, dem Museum Schloss Burgdorf, dem Schlossmuseum Thun sowie dem Museum im Kornhaus in Wiedlisbach. In Deutschland findet sich Langnauer Keramik im Germanischen Nationalmuseum in Nürnberg, im Museum für Kunst und Gewerbe Hamburg und im Kunstgewerbemuseum Berlin. In England verwahren das Victoria und Albert Museum in London und das Fitzwilliam-Museum in Cambridge Langnauer Keramik.